# Sytuacja prawna i społeczna osób LGBT w Algierii

Położenie Algierii

Flaga Algierskiej Republiki Ludowo-Demokratycznej

Kontakty homoseksualne cały czas są w tym kraju nielegalne, a sam homoseksualizm, podobnie jak transseksualizm, uznawany jest za chorobę.

## Prawo a dyskryminacja osób homoseksualnych
Kontakty homoseksualne są w Algierii nielegalne. Grozi za nie od 2 miesięcy do 2 lat pozbawienia wolności lub do 2000 dinarów algierskich grzywny. Mężczyźni homoseksualni są wykluczeni ze służby wojskowej z powodu swojej orientacji seksualnej.
Artykuł 338. algierskiego kodeksu karnego mówi:

Kto utrzymuje kontakty seksualne z osobą tej samej płci podlega karze od 2 miesięcy do 2 lat pozbawienia wolności i grzywnie od 500 do 2000 dinarów. Jeśli osoba ta jest nieletnia, podlega się karze od 6 miesięcy do 3 lat pozbawienia wolności i grzywnie od tysiąca do 10 tysięcy dinarów

## Ochrona prawna przed dyskryminacją

### Ogólnokrajowa
Nie istnieją żadne przepisy gwarantujące ochronę przez dyskryminacją ze względu na orientację seksualną.

### Azyl
Algierskie przepisy prawne nie przyznają osobom homoseksualnym prawa do ubiegania się o azyl polityczny z powodu prześladowań przez wzgląd na orientację seksualną.

## Uznanie związków osób tej samej płci
W algierskim ustawodawstwie nie istnieje żadna prawna forma uznania związków jednopłciowych. Nie proponowano żadnych projektów, które miałyby uregulować tę kwestię w najbliższym czasie.

## Życie osób LGBT w kraju
Algierczycy należą do społeczeństw wyjątkowo nietolerancyjnych wobec osób homoseksualnych. Ma na to wpływ doktryna islamu dot. homoseksualności, który jest dominującym wyznaniem w kraju. W Algierii dochodzi nawet do rytualnych morderstw o podłożu religijnym.
W Algierii nie istnieje scena gejowska, nie są też wydawane publikacje dla społeczności LGBT.